# Camperdown House

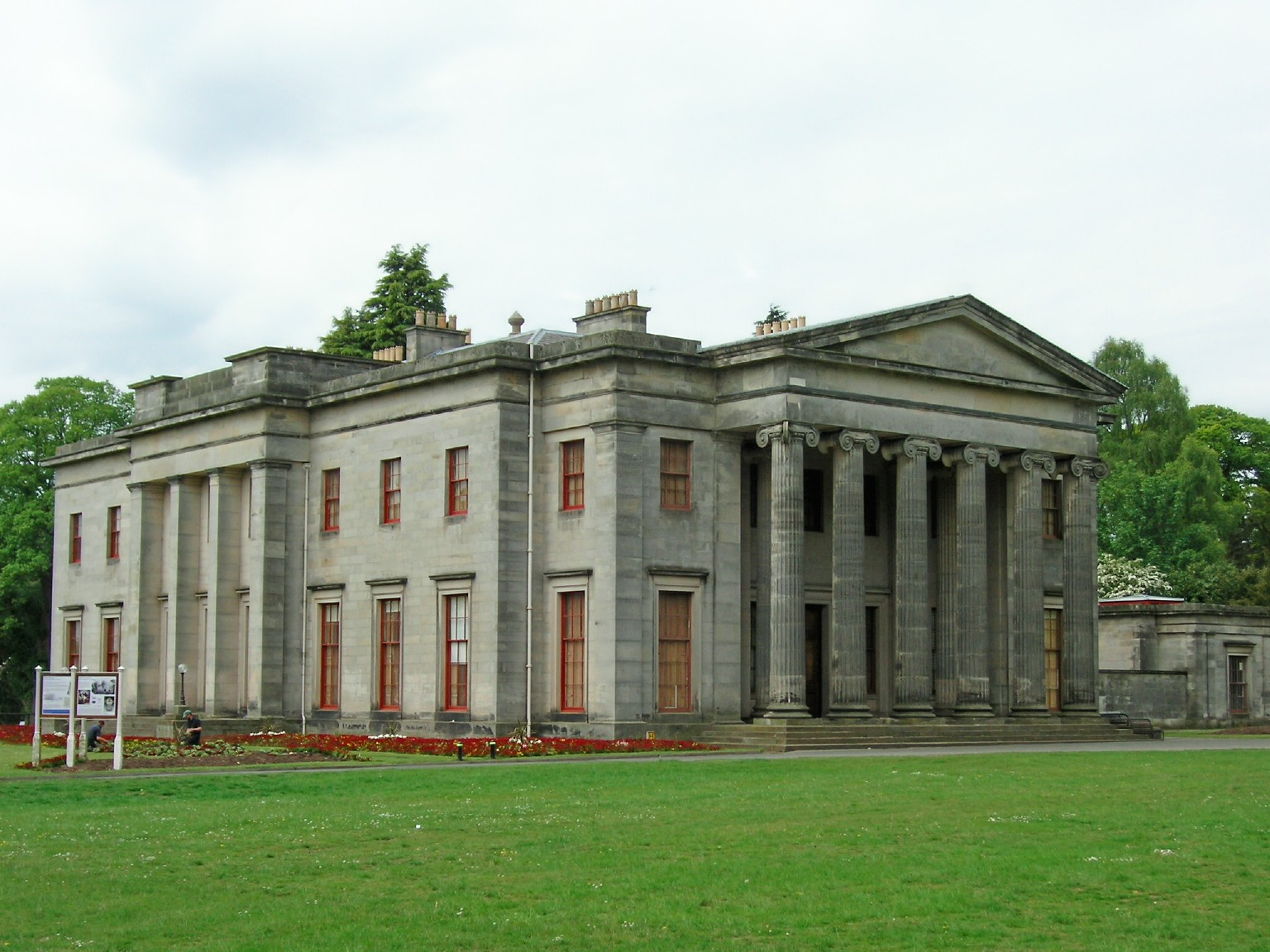
Camperdown House

Camperdown House ist ein Herrenhaus in der schottischen Stadt Dundee in der gleichnamigen Council Area. Das Anwesen wird heute als Camperdown Country Park bezeichnet. 1963 wurde das Bauwerk in die schottischen Denkmallisten in der höchsten Denkmalkategorie A aufgenommen. Die ehemaligen Stallungen, die Sägemühle, die South Lodge und die West Lodge sind außerdem als Kategorie-B-Bauwerke klassifiziert. Der ehemalige Küchengarten ist ein Denkmal der Kategorie C. Das Gesamtanwesen ist im schottischen Register für Landschaftsgärten verzeichnet. In einer von sechs Kategorien wurde das höchste Prädikat „herausragend“ verliehen.

## Geschichte
Im 16. Jahrhundert war das Anwesen unter dem Namen „Lundie“ bekannt. In den 1540er Jahren entstand dort das Herrenhaus Lundie House. Alexander Duncan, aus der lokal einflussreichen Familie Duncan, erwarb das Anwesen im späten 16. Jahrhundert. Im Laufe des 18. Jahrhunderts stellte die Familie mehrere Bürgermeister Dundees. Admiral Adam Duncan befehligte die britische Nordseeflotte bei der siegreichen Seeschlacht bei Camperduin (englisch „Camperdown“) und wurde zum ersten Viscount Duncan erhoben.
Es war sein Sohn und Erbe Robert Dundas Haldane-Duncan, der das aus den 1540er Jahren stammende Lundie House abbrechen und zwischen 1824 und 1828 das heutige Herrenhaus erbauen ließ. William Burn hatte die Pläne hierzu bereits 1821 erstellt. Im Zuge des Neubaus wurde der Name des Anwesens zu Camperdown abgeändert. 1831 wurde Haldane-Duncan zum ersten Earl of Camperdown erhoben. Bereits 1805 hatte er die Anlage der umgebenden Gärten und Parkanlagen durch David Taylor (später dessen Sohn) initiiert. Die Arbeiten zogen sich bis in die 1850er Jahre hin.
Der 1918 verstorbene Robert Haldane-Duncan, 3. Earl of Camperdown war der letzte Earl of Camperdown, welcher das Herrenhaus bewohnte. Der in den Vereinigten Staaten lebende George Haldane-Duncan, 4. Earl of Camperdown verstarb 1933 ohne Nachkommen, wodurch der Titel erlosch. Seine Erbin, die Witwe von Sidney Hobart-Hampden-Mercer-Henderson, 7. Earl of Buckinghamshire, verstarb 1941, woraufhin Camperdown House zunächst mehrfach den Eigentümer wechselte, bevor es 1946 von der Stadt Dundee übernommen wurde. Im westlichen Teil des Anwesens wurde 1949 ein Golfparcours eröffnet.

## Beschreibung
Camperdown House steht inmitten der umgebenden Parkanlage im Nordwesten von Dundee. Es gilt als das größte Greek-Revival-Gebäude in Schottland. An der ostexponierten Hauptfassade tritt ein Portikus mit sechs ionischen Säulen, Gebälk und Dreiecksgiebel heraus. Ein weiterer schlichterer Portikus ist mittig an der elf Achsen weiten Südfassade angeordnet. An der Rückseite des zweistöckigen Gebäudes schließt sich ein einstöckiger Wirtschaftsflügel an. Das abschließende Plattformdach ist mit grauem Schiefer eingedeckt. Mittig ragt eine kleine, hölzerne Kuppel auf.